# Rețeaua transeuropeană de transport

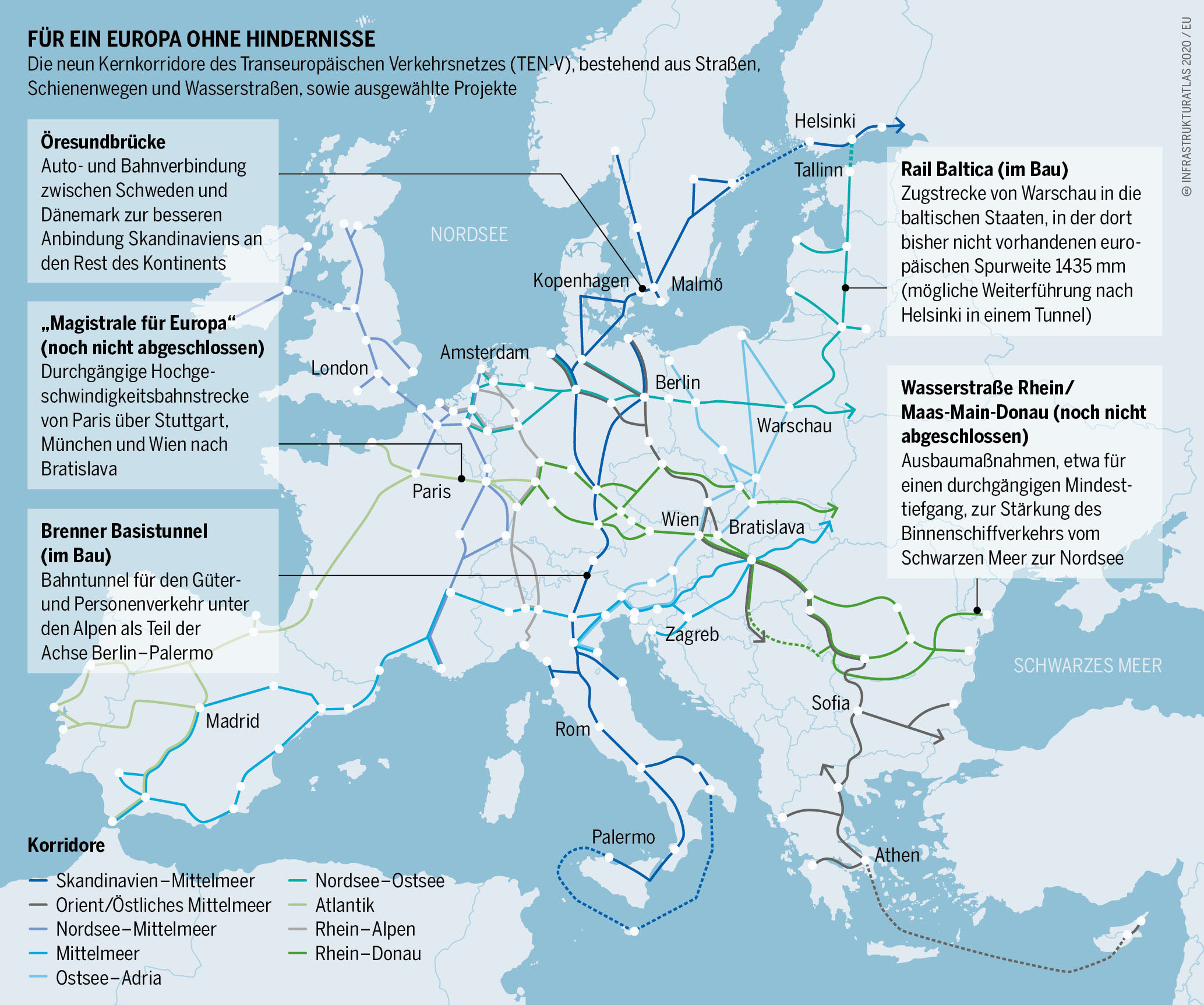
Cele nouă coridoare europene. Autori: Appenzeller/Hecher/Sack, Licență: CC BY 4.0

Rețeaua transeuropeană de transport (TEN-T) este un proiect al Uniunii Europene ce prevede crearea unei rețele complete de transport auto, feroviar și naval.
Rețeaua urmează să conecteze pe teritoriul Uniunii Europene infrastructura de transport, telecomunicații și energie a statelor membre.
Crearea acestor rețele are ca obiectiv, alături de interconectarea rețelelor naționale, și stabilirea de legături între punctele periferice ale Uniunii Europene și zona sa centrală.
TEN-T are în vedere îmbunătățiri coordonate ale drumurilor principale, căilor ferate, căilor navigabile interioare, aeroporturilor, porturilor maritime, porturilor interioare și sistemelor de gestionare a traficului, oferind rute integrate și intermodale pe distanțe lungi și de mare viteză. Decizia de a adopta TEN-T a fost luată de Parlamentul European și de Consiliu în iulie 1996. UE acționează pentru promovarea rețelelor printr-o combinație de conducere, coordonare, emitere de orientări și finanțare a aspectelor legate de dezvoltare.
Aceste proiecte sunt gestionate din punct de vedere tehnic și financiar de către Agenția Executivă pentru Inovare și Rețele (INEA), care a înlocuit Agenția Executivă pentru Rețele Transeuropene de Transport (TEN-T EA) la 31 decembrie 2013. Cel de-al zecelea și cel mai nou proiect, Coridorul Rin-Dunăre, a fost anunțat pentru perioada financiară 2014-2020.

## Istorie
Directivele TEN-T au fost adoptate inițial la 23 iulie 1996, prin Decizia nr. 1692/96/CE a Parlamentului European și a Consiliului privind directivele comunitare pentru dezvoltarea rețelei transeuropene de transport. În mai 2001, Parlamentul European și Consiliul au adoptat Decizia nr. 1346/2001/CE, care a modificat directivele TEN-T în ceea ce privește porturile maritime, porturile interioare și terminalele intermodale.
În aprilie 2004, Parlamentul European și Consiliul au adoptat Decizia nr. 884/2004/CE (adăugată la listă prin Decizia nr. 884/2004/CE), de modificare a Deciziei nr. 1692/96/CE privind directivele comunitare pentru dezvoltarea rețelei transeuropene de transport. Revizuirea din aprilie 2004 a reprezentat o modificare mai fundamentală a politicilor TEN-T, menită să țină cont de extinderea UE și de schimbările care au avut loc în consecință în ceea ce privește fluxurile de trafic.
Evoluția TEN-T a fost facilitată de o propunere din 1994, care includea o serie de proiecte prioritare.
În decembrie 2013, prin Regulamentele (UE) 1315/2013 (Directive TEN-T) și (UE) 1316/2013 (Mecanismul Conectarea Europei 1), rețeaua TEN-T a fost definită pe trei niveluri, rețeaua globală și rețeaua centrală, iar în cadrul acesteia cele 9 coridoare ale rețelei centrale.
La 17 octombrie 2013, au fost anunțate nouă coridoare principale ale rețelei (în locul celor 30 de proiecte prioritare TENT), și anume:
1. Coridorul Marea Baltică-Marea Adriatică (Polonia-Cehia/Slovacia-Austria-Italia);
2. Coridorul Marea Nordului-Marea Baltică (Finlanda-Estonia-Letonia-Lituania-Lituania-Polonia-Germania-Țările de Jos/Belgia);
3. Coridorul Mediteraneean (Spania-Franța-Italia de Nord-Slovenia-Croația-Ungaria);
4. Coridorul Orient/Est- Marea Mediterană (Germania-Republica Cehă-Austria/Slovacia-Ungaria-România-Bulgaria-Grecia-Cipru);
5. Coridorul Scandinavia-Marea Mediterană (Finlanda-Suedia-Danemarca-Germania-Austria-Italia);
6. Coridorul Rin-Alpi (Țările de Jos/Belgia-Germania-Elveția-Italia);
7. Coridorul Atlantic (cunoscut anterior sub numele de coridorul Lisabona-Strasbourg) (Portugalia-Spania-Franța);
8. Coridorul Marea Nordului-Marea Mediterană (Irlanda - Regatul Unit - Țările de Jos - Belgia - Luxemburg - Marsilia (Franța),
9. Coridorul Rin-Dunăre[9] (Germania-Austria-Slovacia-Ungaria-România cu ramificația Germania-Cehia-Slovacia);

În iulie 2021, prin Regulamentul (UE) 2021/1153 (Mecanismul Conectarea Europei 2), cele 9 coridoare ale rețelei centrale au fost extinse, parțial în mod semnificativ (de exemplu, Atlantic, Nord-Marea Baltică, Scandinavia-Mediterena), în timp ce Marea Nordului-Mediterana, din cauza Brexitului, s-a schimbat în Irlanda-Belgia-Țările de Jos și Irlanda-Franța.
În decembrie 2021, propunerea Comisiei Europene pentru un nou regulament privind directivele TEN-T (COM 2021/821) includea, printre altele, pentru viitor, o dizolvare a unor coridoare selectate ale rețelei centrale (Orient/Est-Mediterana, Marea Nordului-Mediterana), integrarea acestora în alte coridoare (Rin-Dunăre, Marea Nordului-Alpin) și crearea unor noi coridoare aliniate (Marea Baltică-Marea Neagră-Marea Egee, Balcanii de Vest).
Legăturile cu vecinii
Dezvoltarea TEN-T în Balcani (Albania, Bosnia și Herțegovina, Kosovo, Muntenegru, Macedonia de Nord și Serbia) a fost încredințată în 2017 Comunității de Transport din Europa de Sud-Est.
În 2017, s-a decis ca rețelele transeuropene de transport să fie extinse și mai mult în Europa de Est și să includă statele membre ale Parteneriatului estic. Cea mai îndepărtată extindere spre est a rețelei transeuropene de transport a ajuns în Armenia în februarie 2019.
Conform propunerii pentru 2021, legăturile vor duce, de asemenea, către Regatul Unit, Elveția, sudul Mediteranei, Turcia și Balcanii de Vest.
În iulie 2022, s-a convenit să se lege patru coridoare europene de transport cu Moldova și Ucraina și să se renunțe la Rusia și Belarus.

## Coridoarele principale ale rețelei
Aceasta este lista completă a Coridoarelor Principale ale Rețelei TEN-T.
| Coridor | Nume                                      | De la      | Via                 | La         | Lungime   |
| ------- | ----------------------------------------- | ---------- | ------------------- | ---------- | --------- |
| 1       | Coridorul Marea Baltică-Marea Adriatică   | Gdynia     | Viena               | Ravenna    | 2400 km   |
| 2       | Coridorul Marea Nordului-Marea Baltică    | Helsinki   | Varșovia            | Anvers     | 3200 km   |
| 3       | Coridorul Mediteraneean                   | Algeciras  | Lyon – Veneția      | Miskolc    | ~ 3000 km |
| 4       | Coridorul Orient/Est- Marea Mediterană    | Hamburg    | Budapesta – Sofia   | Nicosia    | ~ 3700 km |
| 5       | Coridorul Scandinavia-Marea Mediterană    | Helsinki   | Copenhaga – München | Valletta   | 4858 km   |
| 6       | Coridorul Rin-Alpi                        | Genova     | Köln                | Rotterdam  | 1300 km   |
| 7       | Coridorul Atlantic                        | Lisabona   | Vitoria-Gasteiz     | Strasbourg | 8200 km   |
| 8       | Coridorul Marea Nordului-Marea Mediterană | Dublin     | Cork – Le Havre     | Bruxelles  | 933 km    |
| 9       | Coridorul Rin-Dunăre                      | Strasbourg | Budapesta           | Constanța  | 2137 km   |